# غاو سيليزيا السفلى
غاو السفلى سيليزيا (بالألمانية: Gau Niederschlesien ) كان قسمًا إداريًا لألمانيا النازية من 1941 إلى 1945 في سيليزيا السفلى من مقاطعة سيليزيا البروسية. تم إنشاء الغاو عندما تم تقسيم جاو سيليزيا إلى سيليزيا السفلى وسيليزيا العليا في عام 1941. أصبحت غالبية الغاو السابقين جزءًا من بولندا بعد الحرب العالمية الثانية، وأصبحت أجزاء صغيرة في أقصى الغرب جزءًا من ألمانيا الشرقية المستقبلية.

## التاريخ
تم إنشاء نظام النازي جاو في الأصل في مؤتمر للحزب في 22 مايو 1926، من أجل تحسين إدارة هيكل الحزب. منذ عام 1933 وما بعده، بعد الاستيلاء النازي على السلطة، حل الجاو محل الولايات الألمانية كتقسيمات إدارية في ألمانيا. 
على رأس كل جاو، هناك غاوليتر ذو صلاحيات شبه مطلقة. كل غاولتير محلي غالبًا ما كان يشغل مناصب حكومية بالإضافة إلى مناصب حزبية وكان مسؤولًا، من بين أشياء أخرى، عن الدعاية والمراقبة، ومنذ سبتمبر 1944 فصاعدًا، فولكسستورم والدفاع عن الغاو.  
تم شغل منصب الغاولايتر في سيليزيا السفلى من قبل كارل هانكي طوال التاريخ القصير للغاو.   هانكي الذي أخلى عاصمة غاو بعد فوات الأوان ورفض لفترة طويلة استسلامها خلال حصار بريسلاو هرب قبل فترة وجيزة من استسلام بريسلاو في 6 مايو 1945. قُتل هانكي على يد أنصار تشيك بعد القبض عليه ومحاولة الهروب. 
كان معسكر اعتقال غروس روزين يقع في غاو سيليزيا السفلى. من بين 140.000 سجين تم إرسالهم إلى المعسكر مات 40.000. 